# Léon Aelter
Léon Joseph Aelter, Freddy (ur. 6 stycznia 1890) – belgijski sprinter, uczestnik igrzysk olimpijskich (1912).
Na igrzyskach w Sztokholmie wystartował w dwóch konkurencjach. W biegu na 100 metrów zajął, z nieznanym czasem, drugie miejsce w biegu eliminacyjnym i awansował do półfinału, który z nieznanym czasem, zakończył na miejscach 2-5. W biegu na 200 metrów, Aelter odpadł w fazie eliminacyjnej zajmując w trzecim biegu miejsca 3-4 (czas nieznany).
9 lipca 1912 w Brukseli wyrównał rekord Belgii na 100 metrów uzyskując czas 11,0.
Rekordy życiowe: 
- Bieg na 100 metrów – 10,8 (1914)